# Lennart Bunke
Sten Lennart Bunke (* 3. April 1912 in Höganäs als Sten Lennart Andersson; † 17. August 1988 in Spanien) war ein schwedischer Fußballspieler. Der Stürmer debütierte 1933 in der schwedischen Nationalmannschaft, für die er in elf Länderspielen acht Tore erzielte. Sein Bruder Torsten Bunke, der mit ihm zusammen bei Helsingborgs IF spielte, war auch Nationalspieler.

## Werdegang
Bunke lernte das Fußballspielen beim Höganäs BK, den er gemeinsam mit seinem Bruder Torsten 1932 in Richtung Helsingborgs IF verließ. Dort spielte er zu Beginn der 1930er Jahre an der Seite von Spielern wie Nils Rosén, Nils Axelsson und Knut Kroon in der Allsvenskan. In der Spielzeit 1932/33 holte er mit dem Klub den dritten Meistertitel der Vereinsgeschichte, gleichzeitig empfahl er sich für die Nationalmannschaft. Im Juni 1933 debütierte er beim 6:2-Erfolg der Auswahlmannschaft im Rahmen der Qualifikation für die Weltmeisterschaftsendrunde 1934 gegen Estland im Nationaljersey, neben Knut Kroon, dem zweifach erfolgreichen Bertil Ericsson, Sven Andersson und seinem Bruder Torsten glänzte er dabei als Torschütze  und schuf somit den Grundstein zur erfolgreichen Qualifikation. Im weiteren Verlauf des Jahres bestritt er vier weitere Länderspiele und erzielte dabei drei Tore, dennoch wurde er 1934 nicht mehr in der Auswahlmannschaft aufgestellt und nahm folglich auch nicht an der WM-Endrunde teil.
Bunke, der in der schwedischen Botschaft in Moskau arbeitete, wurde bei der Titelverteidigung in der Meisterschaft in der Spielzeit 1933/34  eigens für das abschließende Saisonspiel eingeflogen. Folglich gehörte er auch zu den elf mit der Goldmedaille ausgezeichneten Spieler. Nach dem Abstieg des Klubs im Sommer 1935 blieb er in der Allsvenskan und wechselte zu IFK Eskilstuna.
Im Januar 1937 reaktivierte der zwischenzeitlich in die Zweitklassigkeit abgestiegene Helsingborgs IF in einer Art „Landsturm“ seine vormaligen Stars, unter anderem auch Bunke verhalf dem Verein im Sommer des Jahres zum Wiederaufstieg in die Allsvenskan. Dabei spielte er sich auch zurück in die Nationalmannschaft, beim 4:0-Erfolg gegen Finnland in der Qualifikation für das Weltmeisterschaftsturnier 1938 kehrte er für sein sechstes Länderspiel nach vier Jahren Abstinenz ins Auswahltrikot zurück. Mit zwei Toren war er neben den weiteren Torschützen Erik Persson und Kurt Svanström entscheidend am Erfolg beteiligt. Erneut qualifizierte er sich mit der Auswahl für die Endrunde, bei der 1:2-Niederlage gegen Dänemark im Oktober 1937 bestritt er jedoch sein letztes von insgesamt elf Länderspielen – in seinen letzten fünf Länderspielen lief er als Mannschaftskapitän auf. Mindestens bis 1939 spielte er noch auf Vereinsebene für HIF, anschließend wirkte sich der Zweite Weltkrieg auch auf Bunke aus. Als Leutnant kam er im Spätherbst 1939 noch zu zwei Einsätzen, ab April 1940 war er nicht mehr in der Allsvenskan aktiv.
Im Februar 1976 verließ Bunke Schweden und ließ sich in Spanien nieder, wo er im Alter von 76 Jahren 1988 verstarb.